# Никола Вујчић (кошаркаш)
Никола Вујчић (Вргорац, 14. јуна 1978) је бивши хрватски кошаркаш.
Висок је 211 цм, и играо је на позицији центра. Као члан хрватске кошаркашке репрезентације, играо је на Европским првенствима 1997, 1999, 2001, 2005. и 2009.
Он је ушао у историју кошарке као први играч који је остварио „трипл-дабл” у Евролиги. 3. новембра 2005. - у утакмици против Прокома, имао је 11 поена, 12 скокова и 11 асистенција. Вујчићев Макаби је славио убедљивим резултатом од 95:68.